# Oxel

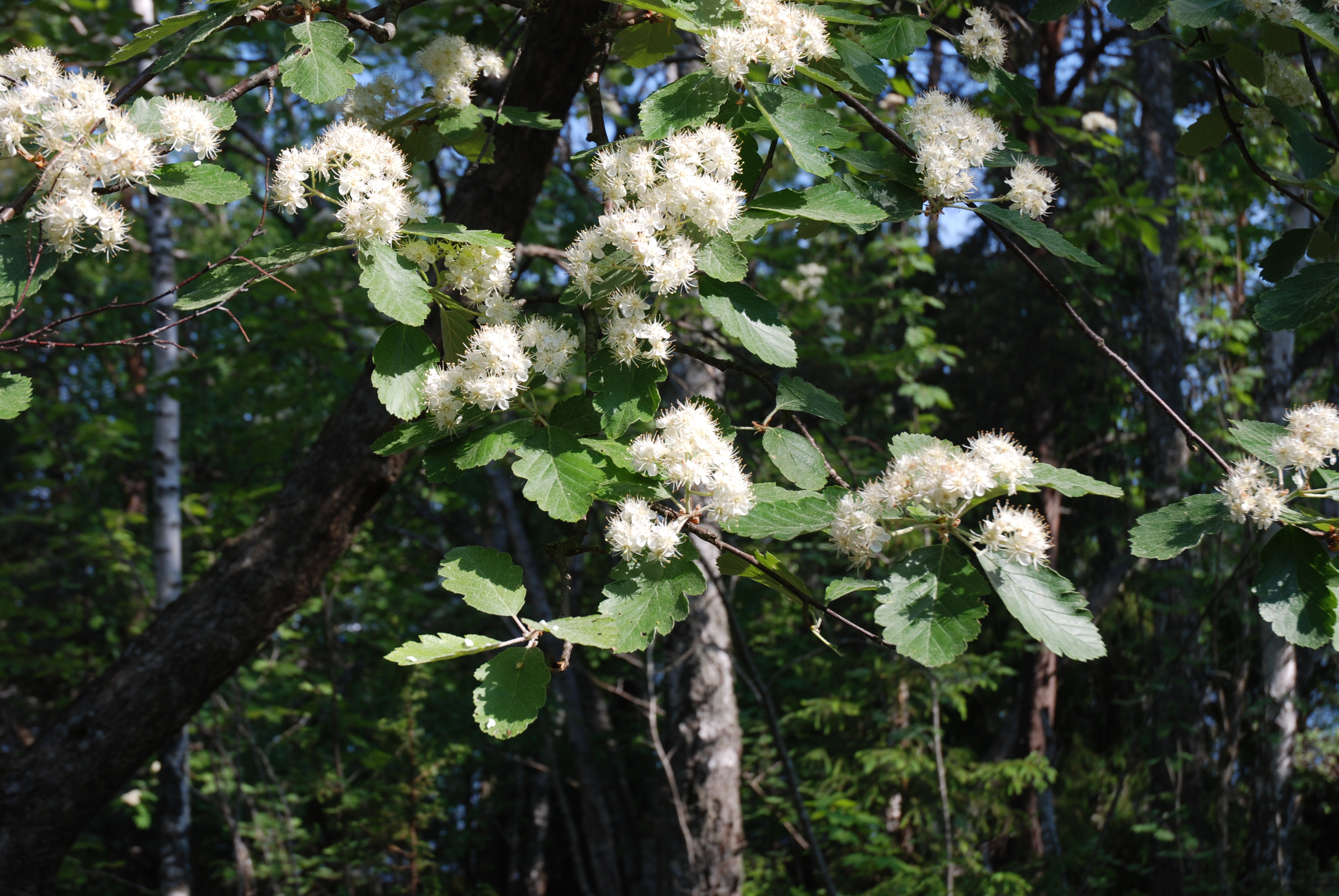
Blommande oxel

Oxel (Sorbus intermedia) eller svenskoxel är en naturligt uppkommen hybridart av träd i familjen rosväxter och förekommer naturligt endast i Norden. Den är Hallands landskapsträd.

## Genetisk bakgrund
Oxeln uppkom i Sverige för mindre än 12 000 år sedan genom korsning av arter som kommit in från kontinenten efter istiden. Korsningen involverade två träd varav det ena var en tyskoxel (S. torminalis). Det andra trädets arttillhörighet är svårbestämd eftersom det också i sin tur verkar ha varit en hybrid, med härstamning från rönn (S. aucuparia) och vitoxel (S. aria). Ett annat sätt att se på saken är att släktet Sorbus har svagt utvecklade artdistinktioner och att svenskoxeln är en ovanligt individrik variant inom en stor och spretig genetisk variationsrymd. Läget är liknande bland sikar, d.v.s. fiskar i släktet Coregonus.

## Biologi och utbredning
Oxeln bildar inte skogsområden men sprider sig lätt ända upp till den biologiska norrlandsgränsen och utmed Norrlandskusten med hjälp av fåglar som äter dess bär. Linné ville ge den artnamn suedecia, men det blev Sorbus intermedia. Dess löv liknar ekens i sin flikighet, men är mörkare gröna, åt det blåa hållet och vitludna på undersidan. Dess ved användes tidigare till tumstockar. 
Oxelns blommor liknar rönnens, så även bären som emellertid är större. För sin fina blomning om våren och bär om hösten i kombination med stor tålighet mot avgaser och blåst har den blivit ett vanligt stadsträd, i synnerhet i blåsiga områden. Det är också en vanlig häckväxt. 
Den svenska oxeln har enkla, parflikiga blad. De är tjocka och styva, ovantill glänsande och ofta brunaktiga, undertill gråludna. Jämfört med rönnen har den något större blommor, större, avlånga frukter av mörkare, brunröd färg och mjöligare, sötaktigt fruktkött.
| ”                                  | Bären äro smakelige at äta; men hafwa den olägenheten, at de förorsaka mycket wäder. Af torkade bären kan bröd bakas, brännewin brännas, och dricka bryggas. | „ |
| – Carl von Linné; Flora Oeconomica | |   |

Den blir högre och får mycket tjockare stam än rönnen, men är inte lika härdig. Oxelns utbredning i Norden är begränsad till södra och mellersta Sverige (från norra Skåne till Dalarna och Medelpad, vanligast i östra Småland). Den finns också på spridda ställen i södra Norge, på Bornholm, på Åland och i sydvästligaste Finland.
Inom sitt utbredningsområde är oxeln ofta planterad allmänt vid gårdar och byar och har ungefär samma användning som rönnen. Veden har en densitet på 0,6 vilket är det tyngsta och hårdaste träet i Sverige (bok har 0,57, ask och ek har 0,55, asp har 0,4). Särskilt är den hårda och jämna veden eftersökt av träsnidare, till exempel till skedar och andra husgeråd av trä. Den brukas ofta till tumstockar, käglor och klot, liksom till större redskap som hjulaxlar, block och trissor.

## Synonymer
- Pyrus intermedia Ehrh.
- Sorbus scandica (L.) Fr.
- Sorbus suecica (L.) Krok & Almq.